# Szkocka odmiana języka angielskiego
Szkocka odmiana języka angielskiego – dialekt języka angielskiego używany przez mieszkańców Szkocji, odróżniany od języka scots, będącego w użyciu na tym samym obszarze i wywierającego nań znaczny wpływ. Niektórzy badacze włączają scots w to pojęcie, inni uznają go za odrębny język. Standardowy wariant szkockiej angielszczyzny oraz język scots stanowią krańce kontinuum, obejmującego różne formy pośrednie.

## Wymowa
Istnieje kilka znaczących różnic odróżniających angielski mówiony w Szkocji od Received Pronunciation, przy czym nie ma jednorodnego szkockiego akcentu i zmiany mogą się różnić lokalnie. Oto największe różnice w stosunku do RP:
- Brak zaokrągleń samogłosek w takich słowach jak stone czy go, wymawiane jak stane, gae
- Samogłoska przymknięta tylna /U:/ jest bardziej przednia, co wywołuje taki efekt jak w niemieckim umlaut ü czy /y/ we francuskim słowie tu, w pisowni objawia się to przez oi: moon → muin
- Wygłosowe /l/ zostało zastąpione jeszcze za czasów języka średnioangielskiego przez samogłoskę podobną do /u/, co znajduje odbicie w pisowni: saut zamiast salt, fou zamiast full itp.
- W związku z nieco odmiennym przebiegiem wielkiej przesuwki samogłoskowej szkocka odmiana angielskiego zachowała czystą samogłoskę /u:/ w takich słowach jak house (hoose) czy down (doon)
- Niektóre samogłoski nie mają w miarę stałej właściwej im długości, ale ich długość zależy od następującego po nich dźwięku (tzw. szkocka reguła długości samogłosek). Najbardziej dotknięte są samogłoski przymknięte: /i/ i /u/. Na przykład /i/ jest długie w leaves i sees, krótkie w leaf i cease. Zjawisko jest nie tylko funkcją długości przed spółgłoską dźwięczną, jak w RP.
- Podniebienna spółgłoska trąca jest słyszalna w takich słowach jak loch, nicht („noc”), ale często tam, gdzie w piśmie występuje -ch-, np. technical
- Często używana bezdźwięczna spółgłoska trąca dwuwargowa /ʍ/ (jak w hiszpańskim słowie llevar), pozwalając na rozróżnienie takich słów jak while i wile, whales i wales. Na północnym wschodzie /ʍ/ jest zastąpione przez /f/
- W obszarach miejskich spotyka się często zwarcie krtaniowe, w takich słowach jak butter

| Czyste samogłoski                       | Czyste samogłoski | Czyste samogłoski             |
| Samogłoski standardowe                  | Szkocki angielski | Przykłady                     |
| --------------------------------------- | ----------------- | ----------------------------- |
| /ɪ/                                     | /ɪ/               | bid, pit                      |
| /iː/                                    | /i/               | bead, peat                    |
| /ɛ/                                     | /ɛ/               | bed, pet                      |
| /eɪ/                                    | /e/               | bay, hey, fate                |
| /æ/                                     | /a/               | bad, pat                      |
| /ɑː/                                    | /a/               | balm, father, pa              |
| /ɒ/                                     | /ɔ/               | bod, pot, cot                 |
| /ɔː/                                    | /ɔ/               | bawd, paw, caught             |
| /oʊ/                                    | /o/               | beau, hoe, poke               |
| /ʊ/                                     | /ʉ/               | good, foot, put               |
| /uː/                                    | /ʉ/               | booed, food                   |
| /ʌ/                                     | /ʌ/               | bud, putt                     |
| Dyftongi                                |                   |                               |
| /аɪ/                                    | /ae/ ~ /əi/       | buy, ride, write              |
| /aʊ/                                    | /ʌu/              | how, pout                     |
| /ɔɪ/                                    | /oi/              | boy, hoy                      |
| /juː/                                   | /jʉ/              | hue, pew, new                 |
| Samogłoski z „r” (nie istnieją w scots) |                   |                               |
| /ɪr/                                    | /ɪr/              | mirror (również w fir)        |
| /ɪər/                                   | /ir/              | beer, mere                    |
| /ɛr/                                    | /ɛr/              | berry, merry (również w her)  |
| /ɛər/                                   | /er/              | bear, mare, Mary              |
| /ær/                                    | /ar/              | barrow, marry                 |
| /ɑr/                                    | /ar/              | bar, mar                      |
| /ɒr/                                    | /ɔr/              | moral, forage                 |
| /ɔr/                                    | /ɔr/              | born, for                     |
| /ɔər/                                   | /or/              | boar, four, more              |
| /ʊər/                                   | /ur/              | boor, moor                    |
| /ʌr/                                    | /ʌr/              | hurry, Murray (również w fur) |
| /ɜr/ (ɝ)                                | /ɪr/, /ɛr/, /ʌr/  | bird, herd, furry             |
| Samogłoski zredukowane                  |                   |                               |
| /ɨ/                                     |                   | roses, business               |
| /ə/                                     | /ə/               | Rosa’s, cuppa                 |
| /ər/ (ɚ)                                |                   | runner, mercer                |

## Słownictwo
Szkocka angielszczyzna wykazuje wiele zapożyczeń z języków scots i gaelickiego. Przykłady:
- ben – góra (z gaelic: beinn)
- ceilidh – impreza
- clingin – nieprzyjemny
- dead – bardzo
- dinner – lunch
- gey – bardzo
- ken – znać (D’ye ken yon laddie? – Znasz tamtego chłopaka?)
- loch – jezioro
- loon – chłopak
- nyaff – idiota
- Sassenach – Anglik (od „Saxon”)
- Slàinte! – Cheers!
- Teuchter – góral (szkocki)

## Gramatyka
Szkocka odmiana angielskiego posiada kilka szczególnych konstrukcji gramatycznych:
- My hair needs washed zamiast standardowego My hair needs washing.
- I might could go the morn (I might be able to go tomorrow)
- That cup’s mines (That cup’s mine)
- Charakterystyczną cechą dialektu szkockiego jest rozróżnienie zaimków you (liczba pojedyncza) i youse (liczba mnoga)[5]